# Voula Zouboulaki
Paraskevi „Voula“ Zouboulaki (griechisch Παρασκήυη «Βούλα» Ζουμπουλάκη, * 24. September 1924 in Kairo, Ägypten; † 7. September 2015 in Athen, Griechenland) war eine ägyptische Griechin, die als Schauspielerin bekannt wurde. Sie war die Frau von Dimitris Myrat.

## Leben
Zouboulaki wurde in Kairo geboren. Sie studierte auf Druck ihrer Eltern zunächst Rechtswissenschaften an der Rechtsschule der Universität Athen. Aber bald wandte sie sich dem Theater zu und besuchte die Schauspielschule des Nationaltheaters und die Schule des Nationalen Konservatoriums.
1951 heiratete sie den Schauspieler Dimitris Myrat (Δημήτρης Μυράτ).
Ihre Karriere begann 1952 auf der National Lyric Stage. Zwei Jahre später wechselte sie ins Prosa-Fach. Sie spielte in verschiedenen Filmen mit Dramen-Adaptationen von Federico García Lorca, Luigi Pirandello, William Faulkner und Tennessee Williams.
Sie starb am 7. September 2015 im Alter von 90 Jahren.

## Filme
- Stella (1955), als Anneta
- Mono gia mia nychta (1958), als Anna
- Karagiozis, o adikimenos tis zois (1959), als Marika Asteri / Liza Aygerinou
- Ime athoos (1960), als Lucia Dreyfus
- Iligos (1963), als Kaiti Kapralou
- Diogmos (1964), als Katerina Rodeli
- Ochi, ...kyrie Johnson (1965), als Eleni
- Syndomo dialimma (1966), als Emma Karali
- I Athinei (1990), als Stavrianidou

## Ehrungen
- 1956, Golden Globe, Bester Fremdsprachiger Film, für Stella in der Rolle der Anetta.[3]
- 1964, First Lisbon Festival Awards
- 1965, M. Kotopouli Second Prize
- 1966, Thessaloniki Festival of Greek Cinema: erster Thessaloniki Festival Award for Best Actress für Syndomo Dialimma.[4]